# Ululodini
Tribu
Les Ululodini sont une tribu d'insectes névroptères de la famille des Ascalaphidae et de la sous-famille des Ascalaphinae.

## Liste des genres
Selon BioLib (20 juin 2025) :
- Ameropterus Esben-Petersen, 1922
- Ascalorphne Banks, 1915
- Cordulecerus Rambur, 1842
- Ululodes Currie, 1889